# Falsches Filet

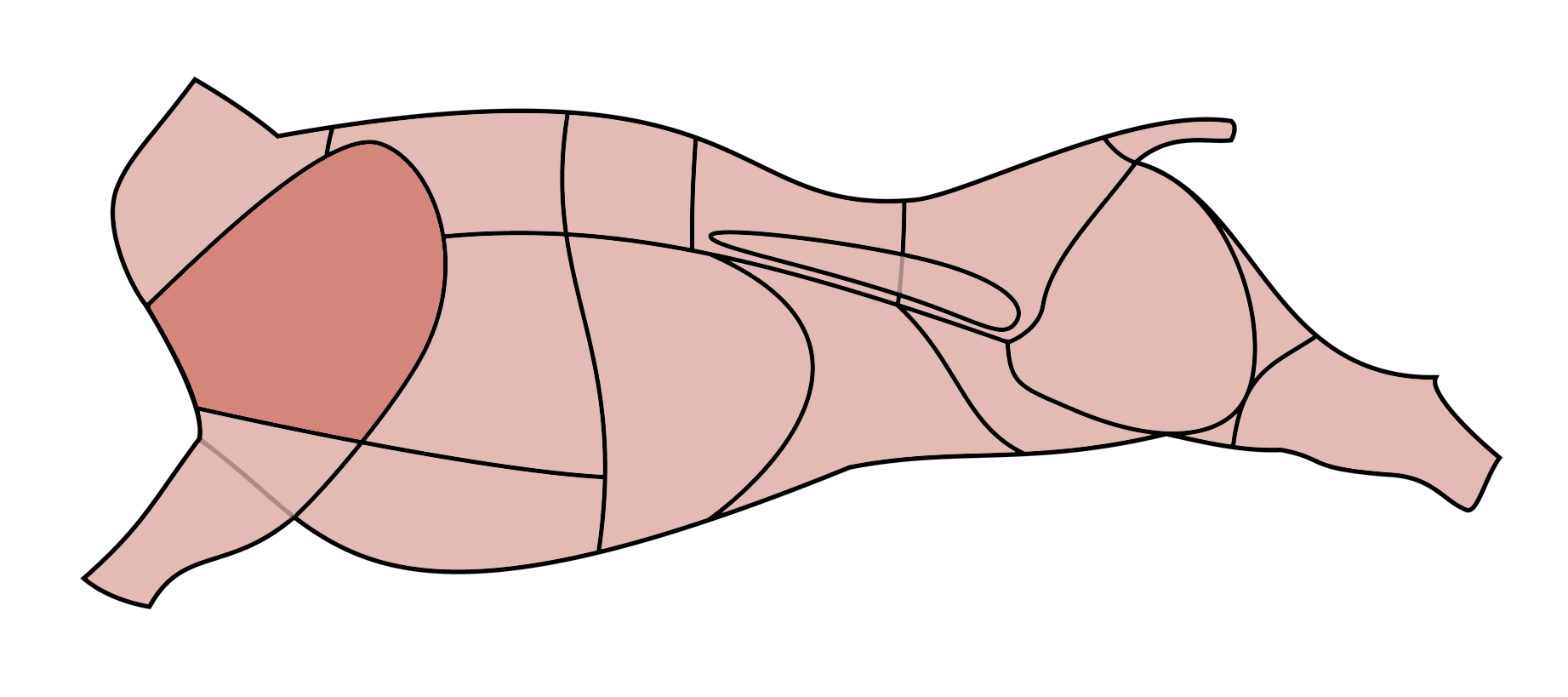
Schulter vom Rind

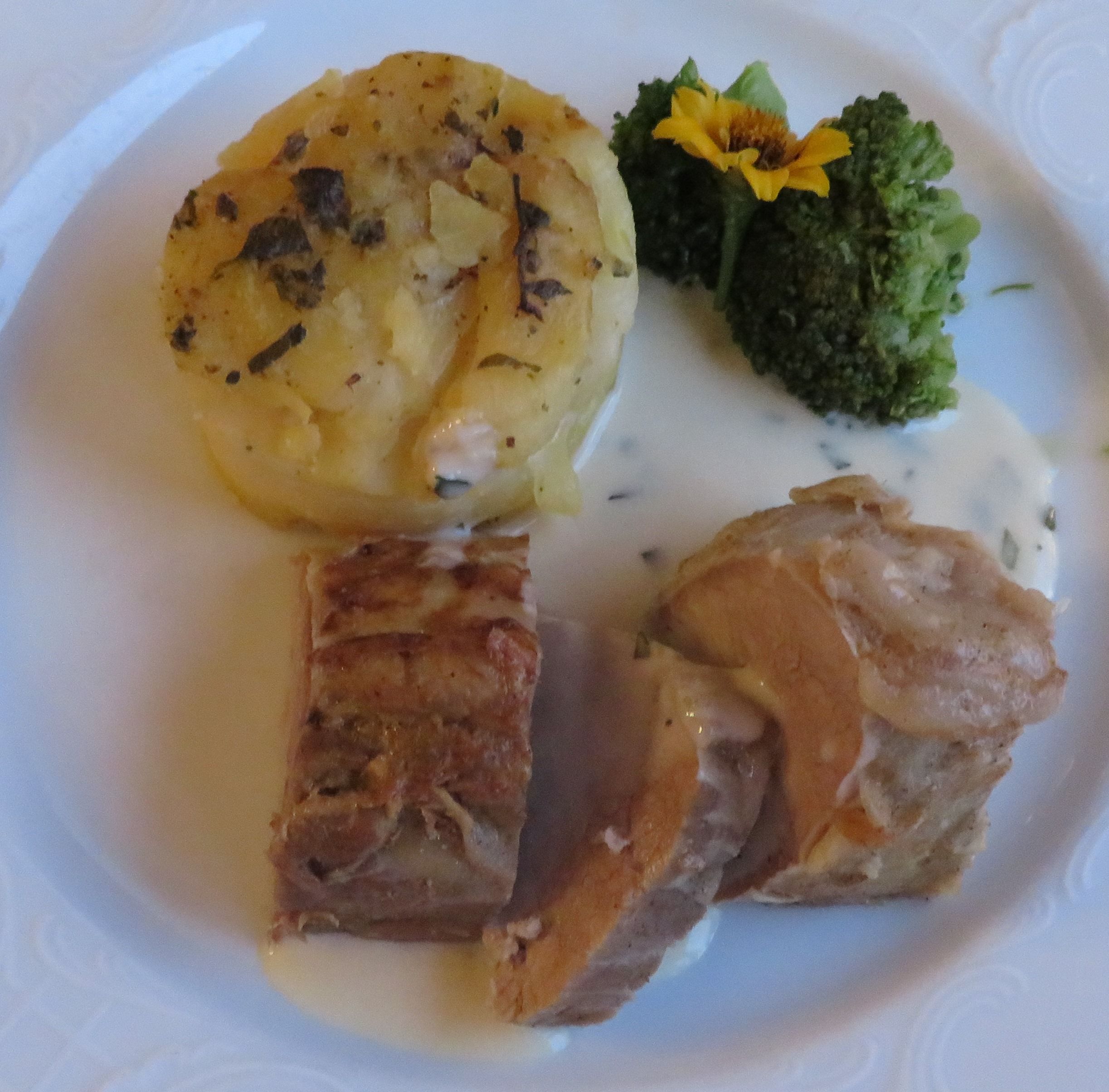
Falsches Kalbsfilet mit Kartoffelgratin und Broccoli

Das falsche Filet (auch Schulterfilet oder Buglende genannt) ist ein Teilstück der Schulter vom Rind oder vom Schwein, genauer der Obergrätenmuskel (Musculus supraspinatus). Da das falsche Filet von einer kräftigen Sehne durchzogen ist, eignet es sich nicht zum Kurzbraten, sondern eher zum Schmoren und Kochen. Nur seine Form erinnert an das echte Filet, die Qualität des Fleisches ist jedoch nicht so hoch.
Weitere Synonyme für das falsche Filet vom Rind sind: Bugfilet, Buglummer, falsche Lende, Linchen, Judenfilet, Judenlende, Judenlummer, mageres Meisel und Schulterlende.